# Jerzy Golejowski
Jerzy Golejowski herbu Kościesza – cześnik buski w  latach 1763–1764, skarbnik kołomyjski w 1765 roku.
Wybrany sędzią kapturowym ziemi halickiej w 1764 roku.